# EasyNumber
EasyNumber (аббревиатура «Enterprise Access System Number») — информационная система идентификации, созданная компанией EasyNumber Company SA, которая является совместным предприятием фирм КОФАСЕ и CreditReform. Данный проект предназначен для идентификации юридических лиц с помощью универсального единого номера, состоящего из 19-ти арабских цифр.
EasyNumber доступен и присваивается всем организациям и компаниям независимо от их статуса (частного или государственного) и от страны, в которой они действуют. Таким образом, система европейского происхождения имеет глобальный охват.
Код основан на свободном подходе и объединяет данные из нескольких источников, например, таких как национальные идентификационные номера, как ИНН (2) в России.

## Структура
структура представляет собой следующее:
- первые 14 цифр являются идентификационным номером (12 цифр + 2 цифры, как контрольное число)
- 5 последних цифр определяют происхождение субъекта (филиал, отделение, материнская компания…и т. д.)

## Признание
Easy Number существует с июня 2007 года и признан такими организациями как BIIA (Business Information Industry Association) и FECMA (Federation of European Credit Management Association). Easy Number соответствует ожиданиям выраженным Еврокомиссией в ноябре 2009 года (CEN Workshop Agreement November 2009). В конце 2007 года под этим номером было зарегистрировано 25 миллионов компаний, а в 2008 году — 50 миллионов. В сентябре 2010 года глобальная база данных Easy Number насчитывает 66 миллионов компаний.